# Andrés Iniesta
Andrés Iniesta Luján (Fuentealbilla, 11. svibnja 1984.) bivši je španjolski nogometaš koji je igrao na poziciji veznog. Iniestu se smatra jednim od najboljih  španjolskih nogometaša svih vremena. sa osvojenih 35 trofeja, jednim od najboljih igrača njegove generacije i jednim od najboljih veznjaka svih vremena.
Iniesta je došao u prvu postavu FC Barcelone iz nogometne akademije La Masia. Za Barceloninu prvu momčad debitirao je s 18 godina 2002. godine. U sezoni 2004./05. Iniesta je postao jedan od prvih jedanaest igrača momčadi. Već 2006. godine zaigrao je  za prvu momčad Španjolske. 
Od 2009. do ? godine Iniesta je bio uvršten u Europsku momčad godine šest puta.  Nagradu UEFA za najboljeg nogometaša Europe osvojio je 2012. godine, a 2012. i 2013. bio je imenovan za najboljeg veznjaka svijeta. Godine 2010. bio je jedan od tri najbolja kandidata za Zlatnu loptu, ali je pobijedio  njegov suigrač iz Barcelone Lionel Messi. 
Dana 24. svibnja 2018. potpisao je trogodišnji ugovor s japanskim klubom Vissel Kobeom.